# Adiu a mama/Antoneddu Antoneddu
Adiu a mama/Antoneddu Antoneddu, pubblicato nel 1971, è un singolo della cantante italiana Maria Carta, i due brani sono estratti dall'album Sardegna canta.

## Tracce
Lato A
- Adiu a mama (Disisperada), Arrangiamento: Franco Pisano

Lato B
- Antoneddu Antoneddu ( testo di anonimo del XIX secolo)

## Musicisti
- Aldo Cabizza, chitarra
- Peppino Pippia, fisarmonica

## Incisioni
Il singolo fu inciso su 45 giri, con marchio Tirsu (TR 141).